# بیدزرد سفلی
بیدزرد سفلی، روستایی از توابع بخش مرکزی شهرستان شیراز در استان فارس ایران است.

## جمعیت
این روستا در دهستان بیدزرد قرار دارد و براساس سرشماری مرکز آمار ایران در سال ۱۳۸۵، جمعیت آن ۲٬۱۱۲ نفر (۴۹۵خانوار) اعلام شده است.